# ルイス・マヌエル・コスタ・シルヴァ
ルイス・マヌエル・コスタ・シルヴァ（Luís Manuel Costa Silva 、1992年9月29日 - ）は、ポルトガル・マトジーニョス出身のプロサッカー選手。ヴァルジンSC所属。ポジションは、ミッドフィールダー。